# Бртан, Марко
Марко Бртан (хорв. Marko Brtan; 7 апреля 1991, Загреб) — хорватский футболист, опорный полузащитник венгерского клуба «Мезёкёвешд».

## Биография
Воспитанник загребских футбольных клубов «ХАШК 1903» и «Хрватски Драговоляц».
Взрослую карьеру начал в 2010 году в одном из низших дивизионов Хорватии в клубе «Рудеш». Затем вернулся в «Хрватски Драговоляц», с которым в сезоне 2012/13 стал победителем второго дивизиона. В высшем дивизионе Хорватии дебютировал 13 июля 2013 года в матче против загребского «Локомотива», а всего в сезоне 2013/14 сыграл в чемпионате 19 матчей, не забив голов.
С 2014 года выступал во втором дивизионе Хорватии за клубы «Горица» и «Лучко».
Весной 2016 года впервые перешёл в заграничный клуб — польский «Вигры» из второго дивизиона, но там не стал основным игроком, сыграв за полгода 6 матчей. Осенью того же года играл за клуб высшей лиги Латвии «Лиепая», с которым занял четвёртое место в чемпионате.
В 2017 году снова играл во втором дивизионе Хорватии за «Лучко» и «Горицу».
В 2018 году перешёл в эстонский клуб «Нымме Калью», в его составе стал чемпионом Эстонии, забив за сезон 10 голов в 23 матчах.